# 索尔德拉拜
索尔德拉拜（法語：Sorde-l'Abbaye，法語發音：[sɔʁd labei]）是法国朗德省的一个市镇，属于达克斯区。

## 地理
索尔德拉拜（43°31'44"N, 1°3'14"W）面积16.34 平方千米，位于法国新阿基坦大区朗德省，该省份为法国西南部沿海省份，是法國本土面积第二大的省，北起吉倫特省，西临大西洋，南至大西洋比利牛斯省，东临热尔省，东北与洛特-加龍省接壤。
与索尔德拉拜接壤的市镇（或旧市镇、城区）包括：科内耶、拉巴蒂、韦尔加沃、圣克里克迪加沃、卡姆、卡雷斯-卡萨贝、拉翁唐、莱朗、圣佩德莱朗。

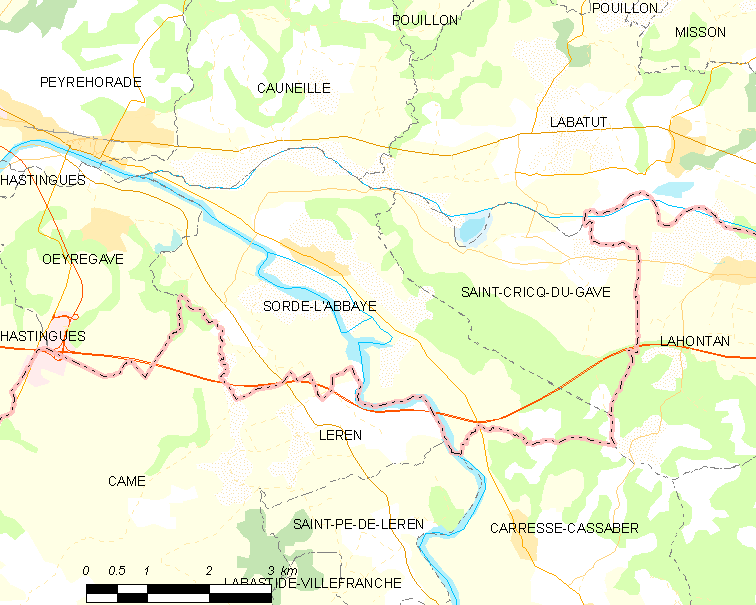
索尔德拉拜的OSM定位图

索尔德拉拜的时区为UTC+01:00、UTC+02:00（夏令时）。

## 行政
索尔德拉拜的邮政编码为40300，INSEE市镇编码为40306。

## 政治
索尔德拉拜所属的省级选区为奥尔特-阿里冈县。

## 人口

1962-2008年间索尔德拉拜人口变化图示

索尔德拉拜于2022年1月1日时的人口数量为636人。